# Clube de Empregados da Petrobrás
São José dos Campos, de son vrai nom  Clube de Empregados da Petrobrás, est un club brésilien de volley-ball fondé en 1997 et basé à São José dos Campos qui évolue pour la saison 2014-2015 en Superliga feminina.

## Effectifs

### Saison 2014-2015
Entraîneur :  Washington Araújo Gomes